# スコット・キンゼイ
スコット・キンゼイ（Scott Kinsey）は、キーボード奏者であり、トライバル・テックのメンバーである。1991年にボストンのバークリー音楽大学を卒業した。

## 略歴
スコット・ヘンダーソン、ゲイリー・ウィリスとトライバル・テックで演奏することに加えて、キンゼイは慈善家のポール・アレン、ダン・エイクロイド、フィリップ・ベイリー、ボブ・ベルデン、コンチャ・ブイカ、ダニー・キャリー、ジミー・アール、ビル・エヴァンス、ロベン・フォード、マシュー・ギャリソン、ティム・ハーゲン、デヴィッド・ホームズ、ジェームズ・ムーディ、ノルボッテン・ビッグバンド、ニコラス・ペイトン、カート・ローゼンウィンケル、サージ・タンキアン、アンネ・ゾフィー・フォン・オッター、ジョー・ウォルシュ、WDRビッグバンド、ゲイリー・ウィリス、トルステン・デ・ウィンケル、ジョー・ザヴィヌル、ギタリストのTJ・ヘルメリッチと一緒のアンクル・モーズ・スペース・ランチといったミュージシャンたちと演奏した。
キンゼイは、フィリップ・ベイリー（『Soul On Jazz』）、ジョー・ザヴィヌル（『Faces and Places』）、ティム・ハーゲン（『Animation/Imagination』『Re-Animation Live!』）、トライバル・テック（『リアリティ・チェック』『シック』『ロケット・サイエンス』『テン』）、スコット・ヘンダーソン（『Dog Party』『Tore Down House』）、ゲイリー・ウィリス（『Bent』）、ジェームズ・ムーディ（『Homage』）という面々の各アルバムをプロデュースしてきた。彼の作品は、『オーシャンズ11』『オーシャンズ12』『オーシャンズ13』『CODE46』『Stander』『コンフェッション』『ブラウン・シュガー』『アナライズ・ユー』といった映画のサウンドトラックに登場している。
キンゼイは、自身のファースト・アルバム『Kinesthetics』のヨーロッパ・バージョンでエグゼクティヴ・プロデューサーを務めたジョー・ザヴィヌルの弟子であった。

## ディスコグラフィ

### リーダー・アルバム
- Kinesthetics (2006年、Abstract Logix)
- 『ニア・ライフ・エクスペリエンス』 - Near Life Experience (2016年、Abstract Logix)
- No Sleep (2017年、Kinesthetic Music)
- Arc Trio (2018年、Blue Canoe)
- 『ウィ・スピーク・ルニワズ (ザ・ミュージック・オブ・ジョー・ザヴィヌル)』 - We Speak Luniwaz (2019年、Whirlwind)

### Human Element
- Human Element (2010年、Abstract Logix)

### カート・ローゼンウィンケル&スコット・キンゼイ
- 『DO IT 1992』 - Do It 1992 (2019年、Heartcore)

### トライバル・テック
- 『イリシット』 - Illicit (1992年、Bluemoon)
- 『フェイス・ファースト』 - Face First (1993年、Bluemoon)
- 『リアリティ・チェック』 - Reality Check (1995年、Mesa/Bluemoon)
- 『シック』 - Thick (1999年、Cream)
- 『ロケット・サイエンス』 - Rocket Science (2000年、ESC)
- 『テン』 - X (2012年、Tone Center)

### Uncle Moe's Space Ranch
- Uncle's Moe's Space Ranch (2001年、Tone Center)
- Moe's Town (2007年、Tone Center)

### 参加アルバム
ボブ・ベルデン
- Princejazz (1994年、Somethin' Else)
- 『つづれおり』 - Tapestry (1997年、Blue Note)
- 『ブラック・ダリア』 - Black Dahlia (2001年、Blue Note)

ティム・ハーゲン
- Animation/Imagination (1999年、Blue Note)
- Re-Animation Live! with Bob Belden (1999年、Blue Note)
- Future Miles (2002年、ACT)

スコット・ヘンダーソン
- Dog Party (1994年、Mesa)
- Tore Down House (1997年、Mesa/Bluemoon)
- Well to the Bone (2002年、ESC)

ゲイリー・ウィリス
- No Sweat (1996年、Alchemy)
- Bent (1998年、Alchemy)
- Larger Than Life (2015年、Abstract Logix)

その他
- フィリップ・ベイリー : Soul on Jazz (2002年、Heads Up)
- ジェフ・バーリン : Taking Notes (1997年、Denon)
- ランジット・バロット : 『バダ・ブーム』 - Bada Boom (2010年、EMI)
- サンディープ・チョータ : Matters of the Heart (2013年、Sony)
- ジミー・アール : Renewing Disguises (2014年、Severn)
- ジミー・ヘリング : Lifeboat (2008年、Abstract Logix)
- デヴィッド・ホームズ : Presents the Free Association (2003年、13 Amp)
- ロバート・ハースト : Bob Ya Head (2010年、Bebob)
- ザ・マイケル・ランドウ・グループ : 『ライブ』 - Live (2006年、Tone Center)
- マンハッタン・トランスファー : 『チック・コリア ソングブック』 - The Chick Corea Songbook (2009年、4Q)
- カート・ローゼンウィンケル : The Enemies of Energy (2000年、Verve)
- マイケル・ウォードロップ : Origin Suite (2018年、Origin)